# Eremobelba geographica
Eremobelba geographica är en kvalsterart som beskrevs av Berlese 1908. Eremobelba geographica ingår i släktet Eremobelba och familjen Eremobelbidae. Inga underarter finns listade i Catalogue of Life.